# Pleurotomarioidea
Super-famille
Les Pleurotomarioidea sont une super-famille de mollusques gastéropodes de l'ordre des Archaeogastropoda.

## Liste des familles
Selon World Register of Marine Species (24 octobre 2014) :
- famille Pleurotomariidae Swainson, 1840